# شرکت پالایش نفت بندرعباس
شرکت پالایش نفت بندرعباس یا پالایشگاه نفت بندرعباس یکی از ۹ شرکت پالایشی ایران است که در زمینی به وسعت تقریبی ۷۰۰ هکتار در کرانه شمالی آب‌های خلیج‌فارس و مجاورت شهر بندرعباس قرار دارد. این شرکت، تنها پالایشگاه مدرن پالایش نفت خام سنگین در سطح ایران و خاورمیانه است.
پالایشگاه نفت بندر عباس در سال ۱۳۷۱ تأسیس و در سال ۱۳۷۶ به بهره‌برداری رسید و اکنون با نام شرکت پالایش نفت بندرعباس فعالیت می‌کند.
ظرفیت اسمی و ظرفیت عملیاتی این پالایشگاه ۳۶۰ هزار بشکه نفت خام در روز است که ۱۸ درصد از فرآورده‌های نفتی ایران را شامل می‌شود.
طی سال‌های ۹۶ و ۹۷ طرح افزایش ظرفیت و بهبود کیفیت بنزین و نفت گاز، واحد جدید بنزین‌سازی این پالایشگاه شامل سه ﺑﺨﺶ اصلی پالایش نفت ﺳﻨﮕین، اﮐﺘﺎن اﻓﺰا و احیاء ﮐﺎﺗالیست و همچنین بخش پالایش هیدروژنی ﻧﻔﺘﺎی سبک واحد ایزومریزاسیون به بهره‌برداری رسید که در پی آن روزانه ۴میلیون لیتر بنزین به ظرفیت بنزین تولیدی پالایشگاه بندرعباس افزوده شد و ظرفیت کلی تولید بنزین در این پالایشگاه به ۱۲میلیون لیتر در روز رسید.
هم اکنون خوراک این پالایشگاه شامل نفت خام سبک جزیره هنگام، نفت خام سنگین و میعانات گازی استحصالی از منابع گازی سرخون و عسلویه است.

## فعالیت‌های ورزشی
شرکت پالایش نفت بندرعباس علاوه بر فعالیت‌های صنعتی و اقتصادی، در حوزه توسعه ورزش نیز نقش فعالی ایفا می‌کند. این شرکت از طریق باشگاه ورزشی پالایش نفت بندرعباس، به حمایت از ورزشکاران محلی و پیشرفت ورزش در استان هرمزگان می‌پردازد.

#### باشگاه پالایش نفت بندرعباس
باشگاه پالایش نفت بندرعباس یکی از زیرمجموعه‌های این شرکت است که در رشته‌های مختلف ورزشی فعالیت دارد. این باشگاه با هدف توسعه ورزش در جنوب کشور و شناسایی استعدادهای ورزشی در منطقه تأسیس شده است.

##### رشته‌های ورزشی
1. فوتبال: تیم فوتبال پالایش نفت بندرعباس در لیگ‌های استانی و کشوری فعالیت دارد و در سال‌های اخیر توانسته جایگاه قابل توجهی در رقابت‌ها به دست آورد.
2. بسکتبال و والیبال: این باشگاه در رشته‌های بسکتبال و والیبال نیز فعال است و در رقابت‌های استانی حضور دارد.
3. ورزش بانوان: باشگاه پالایش نفت بندرعباس به ورزش بانوان توجه ویژه‌ای داشته و در این زمینه برنامه‌های متعددی برگزار می‌کند.

##### اهداف ورزشی
- حمایت از استعدادهای ورزشی استان هرمزگان
- ترویج ورزش حرفه‌ای و همگانی
- ایجاد فرصت‌های ورزشی برای جوانان منطقه

## واحدهای تولیدی
واحدهای تولیدی شامل واحدهای تقطیر نفت خام، تفکیک گاز مایع، پالایش و تبدیل کاتالیستی بنزین، تولید هیدروژن، کاهش گرانروی، پالایش نفت سفید، هیدرو کراکر، نفتای سبک، بازیافت گوگرد است.
در فروردین ماه ۱۴۰۲ مدیرعامل وقت پالایشگاه نفت بندرعباس از دستیابی به دانش فنی تولید کک اسفنجی در این واحد پالایشی خبر داد.

## محصولات تولیدی
گاز مایع، بنزین، نفت سفید، نفت گاز، نفت کوره، خوراک قیرسازی، سوخت جت (ATK)، حلال 402،VAC SLOPSVAC.BOT، آيزوريسايكل، لوبكات سنگين و گوگرد از جمله محصولات تولیدی این شرکت هستند.